# Starhotels
Starhotels è un gruppo alberghiero italiano, l’azienda conta 30 alberghi a 4 e 5 stelle, situati in diverse destinazioni italiane e a Londra, a Parigi e a New York.

## Storia
Negli anni '80 Ferruccio Fabri, nato ad Antrodoco (RI) nel 1925 entra nel settore alberghiero decidendo di investire in alcuni hotel e gestirli direttamente.
Il Cavaliere del Lavoro Elisabetta Fabri guida oggi il Gruppo come Presidente ed Amministratore Delegato.
Il Gruppo è suddiviso in due brand: Starhotels Collezione, composto da residenze storiche e Starhotels Premium che conta 17 alberghi a 4 stelle a Milano, Roma, Firenze, Napoli, Torino, Genova, Bologna, Parma, Saronno e Bergamo.